# Dammtjärns naturreservat
Dammtjärns naturreservat är ett naturreservat i Nordanstigs kommun i Gävleborgs län.
Området är naturskyddat sedan 2021 och är 129 hektar stort. Reservatet ligger sydväst om Sundsvall och består av sumpskog, våtmark, bäckar och tjärnar